# Régil
Régil (oficialmente en euskera: Errezil) es una localidad y municipio español situado en la parte oriental de la comarca de Urola-Costa, en la provincia de Guipúzcoa, comunidad autónoma del País Vasco. Limita con los municipios de Cestona y Aya al norte; Asteasu, Larraul, Bidegoyan y Albístur al este; Beizama al sur y Azpeitia al oeste. El enclave de Santa Marina posee límites con Legorreta, Bidegoyan, Beizama y Albístur.

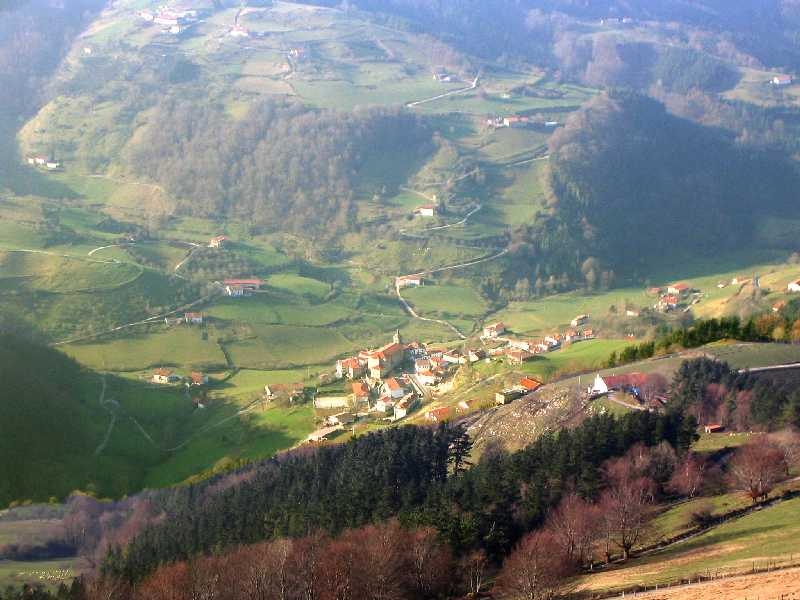
Vista general de Régil desde el monte Hernio

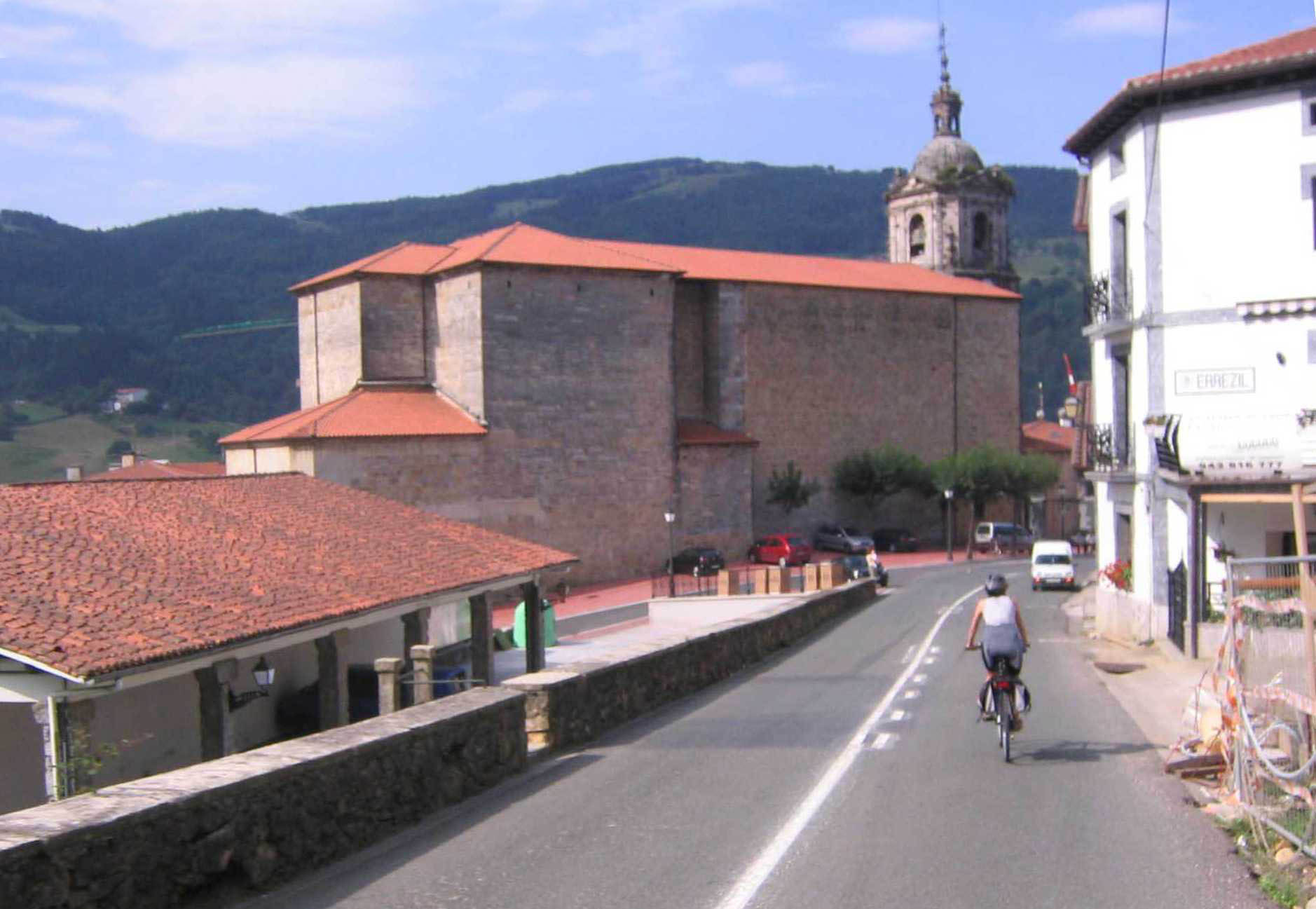
Vista parcial de Régil

## Geografía
Régil se ubica en el valle del río que da nombre al municipio y que es tributario del Urola. El municipio posee un relieve muy accidentado, al norte una serie de montes como el Acategui (996 m), Gazume (941 m) o Hernio (1075 m) cierran el valle del río Régil con grandes desniveles.
El casco del pueblo, situado en el fondo del valle de Régil se encuentra a unos 300 metros de altitud.
Régil posee un pequeño exclave al sur del municipio llamado Santa Marina.

### Barrios
El municipio tiene un pequeño casco urbano y varios barrios rurales distribuidos principalmente a lo largo del eje del valle principal. Estos barrios son:
- Casco de Régil (en vasco Errezilgo Gunea): es el pequeño núcleo donde se ubica la plaza del pueblo.
- Arzallus (en vasco Artzailuz)
- Erdoizta.
- Ezama.
- Ibarbia.
- Letea.
- Santa Marina (o Argisain): forma un exclave del municipio donde viven unas pocas personas.

## Historia
La primera mención escrita de este valle aparece en 1027, en un documento de demarcación del Obispado de Pamplona extendido por el rey pamplonés Garcés III el Mayor al restaurar dicha sede episcopal. En esta primera ocasión aparece mencionado con el nombre de Erretzil.
Junto con las vecinas poblaciones de Aya, Beizama, Bidegoyan y Goyaz formó la alcaldía mayor de Sayaz. En 1563 la alcaldía quedó disuelta y sus cinco poblaciones obtuvieron independencia y concejo propio bajo el rango histórico de universidad. En cualquier caso las cinco se mancomunaron y durante los siglos siguientes formaron la Unión de Sayaz que mantuvo un representante común antes las Juntas de la provincia de Guipúzcoa.

## Economía
Régil es un municipio fundamentalmente agrícola, aunque la población presenta una ocupación distribuida de forma homogénea entre los distintos sectores. Esto se debe al establecimiento de unos pocos establecimientos industriales en el municipio y fundamentalmente a que buen parte de la población, aunque reside en Régil, trabaja en los pueblos cercanos, en la industria o servicios, desplazándose principalmente hacia la zona de Azpeitia o en menor medida a Tolosaldea.
Régil es un municipio de tradición agrícola. La agricultura y la ganadería han sido sus principales actividades económicas a lo largo de su historia. Cultivos tradicionales son el trigo, maíz o nabo. La ganadería también era una actividad importante con cabaña vacuna y ovina predominantemente. 
El siglo XX ha visto un continuo declinar de las actividades agrícola-ganaderas en Régil que han ido parejas a un continuo descenso de la población. Sin embargo la actividad primaria, centrada en las explotaciones de tipo familiar llamadas caseríos constituyen la principal actividad económica del municipio hasta prácticamente el presente. Las peculiares características del medio rural vasco hacen que actualmente la práctica más habitual sea la de compaginar el trabajo en otros sectores económicos con el trabajo a tiempo parcial en el caserío familiar, que se convierte una fuente complementaria de recursos, pero no en la principal.
En 1996 todavía el 35 % de la población activa se dedicaba exclusivamente a las actividades agrícolas y ganaderas, pero en apenas 5 años este porcentaje se redujo al 18 % (2001); al fallar el relevo generacional. Eso no impide que la mayor parte de las explotaciones familiares continúen, gestionadas por sus dueños ahora jubilados o bien como actividad económica a tiempo parcial. Hay censadas unas 150 explotaciones agrarias en Régil y se calcula que unas 350 personas del pueblo trabajan a dedicación completa o parcial en ellas, más de la mitad de la población municipal. En cualquier caso, Régil presenta unas tasas de dedicación agrícola mucho más elevadas que la media vasca.
La industria está poco desarrollada en Régil, hay media docena de empresas industriales, entre las que destaca Domusa Calefacción, una cooperativa dedicada a la fabricación de calderas de calefacción y que cuenta con una plantilla de 120 trabajadores.
Es habitual que los vecinos de Régil se desplacen a municipios vecinos a trabajar.
Los servicios están poco desarrollados, al margen de una docena de bares y restaurantes.

## Administración y política
| Periodo   | Nombre                            | Partido | Partido                                                      |
| --------- | --------------------------------- | ------- | ------------------------------------------------------------ |
| 1979-1983 | José Luis Ugartemendia Arregi     |         | Euzko Alderdi Jeltzalea-Partido Nacionalista Vasco (EAJ-PNV) |
| 1983-1987 | José Francisco Zinkunegi Uzcudun  |         | Independiente                                                |
| 1987-1995 | José Francisco Zinkunegi Uzcudun  |         | Herri Batasuna (HB)                                          |
| 1995-2003 | José Ignacio Labaca Beristain     |         | Independiente                                                |
| 2003-2007 | Iñaki Oiartzabal Zinkunegi        |         | Errezildarren Aukera (ERAU)                                  |
| 2007-2011 | Iñaki Oiarzabal Cinkunegi         |         | Errezildarren Aukera (ERAU)                                  |
| 2011-2015 | María Jesús Salsamendi Astiazaran |         | Bildu                                                        |
| 2015-2023 | Severo María Agirretxe Arruti     |         | Euskal Herria Bildu (EH Bildu)                               |
| 2023-act. | Luis María Arzalluz Amenabar      |         | Euskal Herria Bildu (EH Bildu)                               |

| Partido político                                            | 2015  | 2015       | 2011  | 2011       | 2007  | 2007       |
| Partido político                                            | %     | Concejales | %     | Concejales | %     | Concejales |
| Euskal Herria Bildu (EH Bildu)-Bildu                        | 81,82 | 7          | 60,58 | 4          | —     | —          |
| Errezil Herrin Alde (EHA)                                   | —     | —          | 38,94 | 3          | —     | —          |
| Errezildarren Aukera (ERAU)                                 | —     | —          | —     | —          | 51,49 | 4          |
| Eusko Abertzale Ekintza-Acción Nacionalista Vasca (EAE-ANV) | —     | —          | —     | —          | 48,02 | 3          |

Es un municipio de voto predominantemente nacionalista vasco.

## Demografía
Régil cuenta con una población de 580 habitantes (INE 2024).
| Gráfica de evolución demográfica de Régil entre 1842 y 2021                                                         |
| |
| Población de derecho según los censos de población del INE Población de hecho según los censos de población del INE |

Régil participa de las características comunes económicas, sociales y culturales de los pequeños municipios rurales de Guipúzcoa. 
Su población se ha visto mermada a lo largo del siglo XX y sobre todo en las décadas de 1960 y 1970 al entrar en crisis los modos de vida agrícolas y rurales; y producirse un éxodo de la población joven a las ciudades industriales del entorno. La población actual es un 40% de la población que había en 1900. El relativo aislamiento de Régil (dentro de los parámetros del País Vasco); la población urbana más cercana es Azpeitia a 10 km de distancia; ha propiciado una mayor despoblación que en otros municipios rurales de similar tamaño. 
Régil presenta una pirámide de población bastante envejecida y un mayor porcentaje de población masculina que femenina. Actualmente la población sigue presentando una marcha de descenso poblacional, pero más ralentizada que en décadas pasadas.
Las características sociológicas de Régil muestran una población con un altísimo porcentaje de población nacida en el propio municipio (un 75%)- La práctica totalidad de la población es bilingüe en euskera y castellano, siendo el euskera el idioma de uso cotidiano en las relaciones vecinales y familiares.

## Cultura

### Gastronomía
El producto estrella de la agricultura local es una variedad local de la manzana reineta, que se utiliza especialmente para cocinar y en repostería. En Guipúzcoa es conocido como errezila o manzana de Régil, siendo un producto bastante conocido a nivel provincial. En Régil se la conoce como ibarbisagarra (manzana de Ibarbia). 
Según un estudio realizado en 2015 por la asociación Errezilgo errezil sagarra en el pueblo existían 130 manzanales con 50 tipos de variedades de manzana. En total los manzanos eran 11.445, que aunque eso supone 10,7 por habitante en el pasado fueron más. El segundo tipo de manzana más abundante es la Mendiola que sirve tanto para sidra como para mesa y que debe su nombre a un barrio del pueblo. También son comunes las variedades Aretxabaleta, Bost kantoia, Gezamina, Mokoa, Txalaka y Pelestrina. En diciembre se celebra en Régil una feria que gira en torno a este producto y sus derivados (sidra, mosto, mermelada, dulce, compota, etc..).

### Deporte
Una población pequeña como Régil no posee apenas infraestructuras deportivas. En el casco urbano se encuentran un frontón público para la práctica de la pelota vasca y un probadero (plaza de arrastre) donde se practican diversas modalidades de deporte rural vasco y que esta especialmente aconcidionada para pruebas de arrastre de piedra por bueyes.
El único club deportivo del municipio es Akerra, una sociedad de caza y tiro olímpico, que funciona también como sociedad gastronómica.

### Fiestas
- Viacrucis: En Viernes Santo se celebra un Viacrucis al monte Ernio, en el que participan vecinos de los pueblos del entorno.
- San Isidro Labrador (15 de mayo): Se celebra una fiesta en el barrio de Erdoizta con misa en la ermita, comidad popular y romería durante la tarde.
- San Antonio (hacia el 13 de junio): Se celebran durante varios días las fiestas de San Antonio. Algunos años se ha celebrado una feria de ganado.
- Romerías del Ernio: Se celebran durante los cuatro domingos siguientes a la festividad de San Juan Bautista (29 de agosto), por lo que suelen coincidir con los domingos del mes de septiembre. Se celebran en la campa de Zelatun a los pies de dicho monte. Suelen tener una enorme afluencia de gente, siendo una de las fiestas más populares y coloristas de esta parte de Guipúzcoa.
- Santo Domingo de Erquicia (28 de septiembre): Desde su canonización se celebra la fiesta de este santo local con una misa y un almuerzo popular.
- Campeonato de arrastre de bueyes: Coincidiendo con la última de las romerías del Ernio se celebra un campeonato de arrastre de bueyes, deporte rural cuya tradición se ha recuperado en los últimos años, y que tiene como lugar de celebración la plaza de arrastre del pueblo.
- San Martín (11 de noviembre): Son las fiestas patronales del pueblo, que suelen coincidir además con un mercado.
- Errezilgo Azoka (Mercado de Régil) (Primer domingo de diciembre): Mercado que gira en torno a la variedad local de la manzana reineta y sus productos derivados como postres, sidra, etc.

## Personas destacadas
- Domingo Ibáñez de Erquicia (1589-1633): Sacerdote y misionero dominico, que murió martirizado en la evangelización de Japón. Fue beatificado en 1981 y canonizado en 1987. Es venerado por tanto como santo por la Iglesia católica. Su festividad se celebra el 28 de septiembre.
- Paulino Uzcudun (1899-1985): Boxeador. Fue campeón de Europa de los pesos pesados entre 1926 y 1929; y de nuevo en 1933. Disputó dos veces el título mundial de esta categoría, siendo derrotado en ambas ocasiones por los puntos, frente al alemán Max Schmeling y el italiano Primo Carnera. El último combate de su vida lo disputó contra Joe Louis, que fue el único púgil que logró derribarle a lo largo de su carrera.
- Santiago Lazcano (1947-1985): Ciclista profesional entre 1969 y 1976. Fue una de las principales figuras del ciclismo vasco en la década de 1970, formando parte de la potente escuadra Kas de la época. Sus triunfos fueron generalmente en pruebas de segundo orden, destacando sus actuaciones en la Volta a Cataluña y su triunfo de etapa en el Giro de Italia 1974. Tras su retirada fue comentarista deportivo.
- Ignacio Eizmendi, "Basarri" (1913-1999): Bertsolari. Fue dos veces campeón de Euskal Herria de bertsolaris, en 1935 y en 1960.
- Iñaki Beristain (1947): fraile franciscano y vascófilo. Fue uno de los participantes en la reunión de 1968 en el Santuario de Aránzazu en la que se sentaron las bases del euskara batua. Actualmente es responsable de comunicación de dicho santuario.